# Sabinalito, La Trinitaria
Sabinalito är en ort i Mexiko.   Den ligger i kommunen La Trinitaria och delstaten Chiapas, i den sydöstra delen av landet, 800 km sydost om huvudstaden Mexico City. Sabinalito ligger 642 meter över havet och antalet invånare är 161.
Terrängen runt Sabinalito är platt norrut, men söderut är den kuperad. Runt Sabinalito är det ganska glesbefolkat, med 42 invånare per kvadratkilometer. Närmaste större samhälle är La Trinitaria, 19,8 km nordost om Sabinalito. Omgivningarna runt Sabinalito är en mosaik av jordbruksmark och naturlig växtlighet.